# Gnamptogenys strigata
Gnamptogenys strigata é uma espécie de formiga do gênero Gnamptogenys.